# Policondrite recidivante
Policondrite recidivante (também conhecido como "policondrite atrófica", e "condromalacia sistêmica") é uma condição multissistêmica caracterizada pela inflamação e degradação da cartilagem. A doença é muitas vezes dolorosa e pode causar deformidade e possuir risco de vida quando o trato respiratório, válvulas cardíacas ou vasos sanguíneos são afetados. A doença não é bem conhecida, não é bem compreendida, e é muitas vezes não diagnosticável.
Também é conhecido como policondrite atrófica crônica, síndrome de Meyenburg-Altherr-Uehlinger, doença de von Meyenburg, condromalacia generalizada, e condromalacia sistêmica.

## Epidemiologia
Policondrite recidivante ocorre tão frequentemente em homens quanto em mulheres. Em um estudo da Mayo Clinic, a incidência anual foi de cerca de 3,5 casos por milhão. A maior incidência é entre pessoas com 40 e 50 anos de idade, mas pode ocorrer em qualquer idade.

## Apresentação
Embora qualquer cartilagem no corpo possa ser afetada, em muitos casos, a doença afeta várias áreas enquanto poupa outras completamente. As partes do corpo onde a cartilagem é encontrada e, portanto, potencialmente afetados pela policondrite, incluem as orelhas, nariz, garganta, válvulas cardíacas, articulações e caixa torácica, cavidades nasais, entre outros. Várias condições podem resultar de policondrite recidivante, incluindo traqueomalácia, amolecimento da cartilagem que sustenta abrir a traqueia.

### Sinais e sintomas
Policondrite recidivante pode afetar muitos sistemas de órgãos diferentes do corpo. No início, algumas pessoas com a doença podem ter apenas sintomas inespecíficos como febre, perda de peso e mal-estar. A doença geralmente afeta os seguintes partes do corpo:
- Orelhas: cerca de 20 a 30 por cento das pessoas com policondrite reincidentes têm inflamação da cartilagem das orelhas, com preservação do lóbulo da orelha, muitas vezes descrito como "orelhas vermelhas quentes", no momento do diagnóstico;[2]
- Olhos: Cerca de 20 por cento das pessoas têm envolvimento ocular no momento do diagnóstico e, eventualmente, cerca de 65 por cento vão desenvolver episclerite ou esclerite, inflamação da esclera do olho;[2]
- Trato respiratório: Cerca de 10 a 15 por cento das pessoas têm a inflamação da cartilagem nasal no diagnóstico e cerca de 50 a 70 por cento, posteriormente, a desenvolve. Mais a sério, a cartilagem da laringe e traqueia pode ficar inflamada, levando à falta de ar, chiado, tosse e, por vezes, uma sensação de asfixia. Nas fases posteriores, isto pode levar à obstrução das vias aéreas;[2]
- Sistema músculo-esquelético: Dores nas articulações, sem evidência de inflamação ativa, é comum. A dor muitas vezes envolve várias articulações diferentes;[2]
- Pele e membranas mucosas: 20 a 30 por cento das pessoas com policondrite reincidentes têm envolvimento da pele, incluindo úlceras aftosas, úlceras genitais, e uma série de erupções cutâneas não específicas da pele, incluindo eritema nodoso, livedo reticular, urticária e eritema multiforme;[2]
- Hematológicas: A doença está associada com a síndrome mielodisplásica;[2]
- Sistema cardiovascular: policondrite recidivante pode causar aortite, inflamação da aorta. Também pode causar vazamentos das válvulas cardíacas (insuficiência valvar aórtica em 4 a 10 por cento, regurgitação mitral em 2 por cento);[2]
- Rins: A doença renal ocorre em cerca de 6 a 10 por cento dos pacientes, incluindo glomerulonefrite.[2]

## Causas
Policondrite recidivante é uma doença autoimune em que o sistema imunitário do corpo humano começa a atacar e destruir os tecidos de cartilagem no corpo. Tem-se postulado que tanto a imunidade mediada por células e a imunidade humoral são responsáveis.
Há razões para o início da doença não ser conhecido, mas não há evidência de uma predisposição genética para o desenvolvimento de policondrite recidivante.

## Tratamento
Não há estudos randomizados controlados prospectivos que estudam terapias para policondrite recidivante. Evidências de eficácia dos tratamentos é baseado em relatos de casos e séries de pequenos grupos de pacientes.
Para casos leves limitados a dor ou a artrite comum, podem ser utilizados medicamentos anti-inflamatórios não esteroides (AINEs orais). Outros tratamentos envolvem tipicamente medicamentos para suprimir o sistema imune. Os corticosteroides são frequentemente usados para doença mais graves. Medicamentos poupadores de esteroides, tais como azatioprina ou metotrexato podem ser utilizados para minimizar as doses de esteroides e limitar os seus efeitos colaterais. Para uma doença mais grave a ciclofosfamida é dada frequentemente, além de altas doses de esteroides intravenosos. Há evidências que sugerem que um baixo teor de gordura, dieta à base de alimentos integrais e plantas pode ser útil no tratamento da doença, é necessário no entanto mais pesquisas.

## Prognóstico
Muitas pessoas podem ter sintomas leves, que se repetem com frequência, enquanto outras podem ter problemas persistentes que se tornam debilitantes ou com risco de vida.